# Basseterre
Basseterre là thủ đô của quốc đảo Saint Kitts và Nevis nằm ở vùng Caribe. Thành phố này nằm ở bờ biển phía tây nam đảo Saint Kitts và là một trong những trung tâm thương mại quan trọng của quần đảo Leeward. Basseterre là một trong những đô thị cổ nhất ở Đông Caribe.

## Khí hậu
Theo phân loại khí hậu Köppen, Basseterre có khí hậu rừng mưa nhiệt đới. Thành phố không có mùa khô; trung bình tất cả 12 tháng đều có lượng mưa nhiều hơn 60 mm (2,36 in.).